# Thomasomys erro
Thomasomys erro är en gnagare i släktet paramoråttor som förekommer i centrala Ecuador.
Thomasomys erro når en kroppslängd (huvud och bål) av 95 till 128 mm och en svanslängd av 139 till 157 mm. Viktuppgifter saknas. Den har 28 till 30 mm långa bakfötter och cirka 18 mm stora öron. Ovansidans päls kan vara gråbrun till svartbrun och undersidans päls är grå med inslag av violett och brunt. Öronen och svansen har samma färg som lera. Dessutom är svansen smal och täckt av några glest fördelade hår.
Utbredningsområdet ligger i provinsen Napo i Anderna. Arten lever i regioner som ligger 1900 till 3600 meter över havet. Individerna vistas i regnskogar där grunden och träbitar på marken är täckta av mossa. Denna gnagare klättrar inte i växtligheten. Den besöker ibland den angränsande buskstäppen Páramo.
I begränsade områden hotas beståndet av skogens omvandling till jordbruksmark. Hela populationen antas vara stor. IUCN listar Thomasomys erro som livskraftig (LC).